# Acalolepta paracervina
Acalolepta paracervina là một loài bọ cánh cứng trong họ Cerambycidae.